# مقاطعة مكلينان (تكساس)
مقاطعة مكلينان (بالإنجليزية: McLennan  County)‏ هي إحدى المقاطعات في ولاية تكساس، الولايات المتحدة الأمريكية.

## أعلام
- جيم كندريك
- هالي إيرل
- كولين روجرز